# Guioa montana
Guioa montana är en kinesträdsväxtart som beskrevs av Cyril Tenison White. Guioa montana ingår i släktet Guioa och familjen kinesträdsväxter. Inga underarter finns listade i Catalogue of Life.